# Lucas College and Graduate School of Business
 (mai 2019).

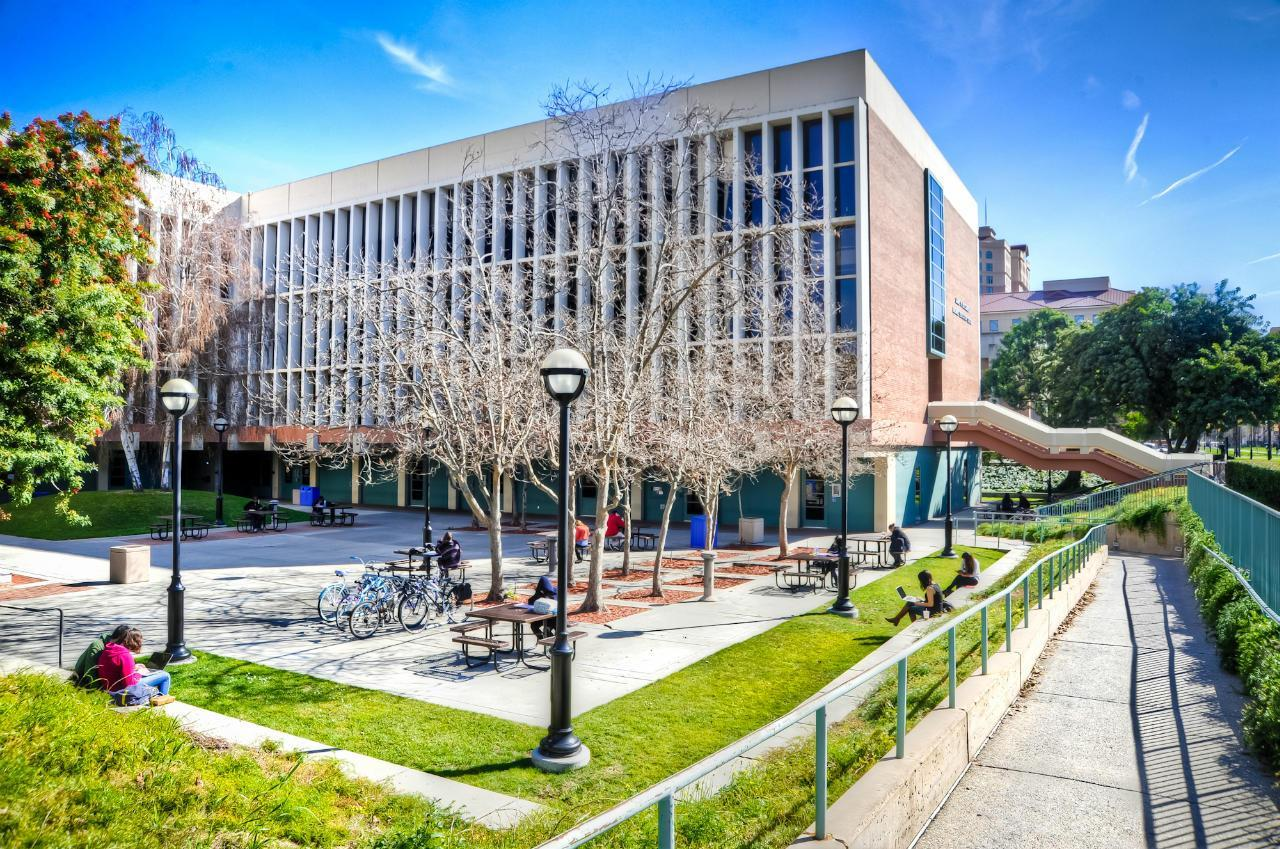
Boccardo Business Complex

Le Lucas College et la Graduate School of Business est l'une des écoles et collèges de l'Université de San José.

## Description
Lucas College est la plus grande école de commerce de la Silicon Valley. Ses entreprises emploient plus de diplômés que toute autre université des États-Unis. Le collège Lucas a été fondé en 1928 et accrédité par l' Association to Advance Collegiate Schools of Business en 1967. L'université a été nommée en l'honneur de Donald Lucas et de sa femme Sally Lucas. Donald a obtenu un baccalauréat en Marketing en 1957. Sally a obtenu un baccalauréat en Arts en éducation en 1959. Donald a créé le Lucas Dealership Group et le Lucas Trust Ventures, spécialisés respectivement dans les secteurs de l'automobile et de l'immobilier. Les deux sociétés ont plusieurs sites dans la région de la baie de San Francisco. L'université a été nommée en l'honneur du couple pour son don généreux, son histoire philanthropique et ses carrières fructueuses dans les domaines des affaires et de l'éducation. 80 % des diplômés travaillent dans la Silicon Valley. En 2010, l'école figurait dans le classement de Forbes des 20 meilleurs collèges qui vous enrichiront.
Le Lucas College et la Graduate School of Business possède plus de 6 000 étudiants (5 500 étudiants de premier cycle et 650 étudiants des cycles supérieurs). Il est composé de six départements (comptabilité et finance, école de l'innovation et du leadership dans le monde, école de gestion, systèmes d'information de gestion, marketing et Sally Lucas Graduate School of Business), et propose 27 types de diplômes (13 disciplines de premier cycle, 4 disciplines de deuxième cycle, 2 mineurs universitaires et 8 certificats académiques).

## Admissions
|                                                              | 2018   | 2017   | 2016   | 2015   | 2014   | 2013   |
| ------------------------------------------------------------ | ------ | ------ | ------ | ------ | ------ | ------ |
| Candidats                                                    | 4 875  | 4 453  | 4 354  | 3 960  | 3 822  | 3 709  |
| Admis                                                        | 2 351  | 3 159  | 2 093  | 2 054  | 2 332  | 2 326  |
| % Admis                                                      | 48,2 % | 70,9 % | 48,1 % | 51,9 % | 61,0 % | 62,7 % |
| Inscrits                                                     | 438    | 718    | 364    | 390    | 457    | 500    |
| % Inscrits                                                   | 18,6 % | 22,7 % | 17,4 % | 19,0 % | 19,6 % | 21,5 % |
| GPA                                                          | 3,51   | 3,32   | 3,41   | 3,39   | 3,36   | 3,33   |
| SAM                                                          | 1 555  | 1 073  | 1 041  | 1 043  | 1 038  | 1 034  |
| SAT est sur 1 600 (EBRW + M); GPA est sur une échelle de 4,0 |        |        |        |        |        |        |

Le Lucas College of Business a les mêmes exigences que l'ensemble de l'université. L'État de San José est objectif pour la plupart des candidats, dans la mesure où il décide principalement des candidats sur la base de GPA, SAT / ACT et de la rigueur des cours suivis pendant les études secondaires. La résidence dans l'État et l'obtention d'un diplôme d'études secondaires dans le comté de Santa Clara sont également des facteurs. Les candidats qui présentent des circonstances personnelles uniques peuvent avoir une perspective différente de leur candidature si et seulement s'ils s'appliquent au programme de formation à l'éducation de San José State.

## Installations
- Tour d'affaires
- Boccardo Business Complex

## Programmes et centres
- Centre de leadership de la vente au détail dans la région de la baie (BARC)
- Centre mondial pour l'avancement du leadership (GLAC)
- Institut de transport de Mineta (MTI)
- Science des services, gestion et ingénierie (SSME)
- Centre de solutions d'affaires de la Silicon Valley (SVCBS)
- Centre pour l'entrepreneuriat de la Silicon Valley (SVCE)
- Centre de gestion des opérations et de la technologie de Silicon Valley (SVCOMC)
- Centre des services bancaires et financiers (CBFS)
- Institut de la taxe sur les hautes technologies (TEI)